# Szymon Heller
Szymon Heller (ur. 1920 w Łodzi, zm. 22 kwietnia 1943 w Warszawie) – działacz Ha-Szomer Ha-Cair, jeden z dowódców Żydowskiej Organizacji Bojowej w powstaniu w getcie warszawskim.

## Życiorys
Wychował się w rodzinie drobnomieszczańskiej w Łodzi. Po przeprowadzce wraz z rodzicami do Warszawy, ukończył naukę w gimnazjum „Askola”. W latach 1940–1941 był sekretarzem nielegalnego kibucu organizacji Ha-Szomer Ha-Cair w getcie warszawskim. Zimą 1942 w ramach Żydowskiej Organizacji Bojowej został komendantem grup bojowych na ul. Gęsiej w Warszawie. Zginął w walce, podczas obrony pozycji w domu przy ul. Leszno 76.

## Odznaczenia
- Krzyż Walecznych (1948, pośmiertnie) – za zasługi położone w walce zbrojnej z okupantem hitlerowskim[2].